# Julián Sánchez Melgar
Julián Artemio Sánchez Melgar (Palència, 19 de setembre de 1955) és un jurista espanyol, magistrat de la Sala Segona del Tribunal Suprem espanyol.

## Biografia
Llicenciat en Dret per la Universitat de Valladolid i Doctor en dret per la Universitat de la Corunya, amb premi extraordinari. Va accedir a la carrera judicial el 1983 (29a promoció), ascendint a magistrat pel torn de proves selectives l'any 1987 (número 2 de la seva promoció). Destinat a l'anomenada llavors Audiència Territorial de Barcelona (actual Tribunal Superior de Justícia de Catalunya), ha estat Jutge degà dels jutjats de Santander per elecció els companys, magistrat de la Sala Civil i Penal del Tribunal Superior de Justícia de Cantàbria, president de l'Audiència Provincial d'Àvila (1993 - 2000) i magistrat de la Sala segona del Tribunal Suprem.
És autor de nombroses publicacions en revistes especialitzades i obres conjuntes, destacant els llibres dedicats a l'estudi del "Código Penal" (Editorial SPEIN, 2016, quatre edicions), "Ley de Enjuiciamiento Criminal" (SEPIN, 2010) i "Inviolabilidad e Inmunidad Parlamentaria" (tesi Doctoral), publicat per LA LEY.
Ha estat vocal del Consell Rector de l'Escola Judicial i és magistrat de control suplent del Centre Nacional d'Intel·ligència.
Va ser ponent de l'anomenada doctrina Parot que va ser posteriorment anul·lada pel Tribunal Europeu de Drets Humans.
El 24 de novembre de 2017 va ser designat pel govern de Mariano Rajoy com candidat a Fiscal General de l'Estat, en substitució de José Manuel Maza Martín, que havia mort sobtadament sis dies abans.

## Distincions honorífiques
- Creu Distinguida de 1a classe de l'Orde de Sant Ramon de Penyafort